# دهستان شاپور
دهستان شاپور نام دهستانی در بخش مرکزی شهرستان کازرون، استان فارس در ایران است. براساس سرشماری مرکز آمار ایران در سال ۱۳۹۵، جمعیت این روستا ۶,۱۱۳ نفر (۱,۸۴۳ خانوار) بوده‌است.